# Edoardo Faieta

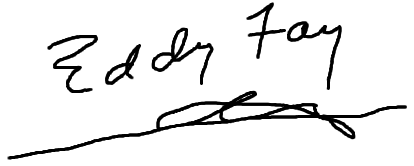
Autogramm von Edoardo Faieta

Edoardo Faieta (* 19. Januar 1928 in Steubenville, Ohio; † 18. September 1993 ebenda) war ein US-amerikanischer Schauspieler, Synchronsprecher, Profi-Wrestler und Boxer italienischer Abstammung. Als Schauspieler und Synchronsprecher war er in den 1970er Jahren tätig. Er trat unter den Pseudonymen Eddy Fay, Edoardo Fajeta, Edy Fajeta und Eduardo Faieta in Erscheinung.

## Leben
Faieta wurde am 19. Januar 1928 in Steubenville geboren und wuchs dort im italienischen Stadtviertel auf. Bereits in jungen Jahren begann er sich für den Boxsport zu interessieren und war von 1939 bis 1940 als Sparringspartner von Billy Conn tätig. Ab 1949 betätigte er sich als Wrestler und trat unter den Namen Ed Gardenia, Daniel Boone Savage, Eddie Fay, The Golden Terror und Gypsy Moe auf. Unter letzterem Namen durfte er 1953 im Hauptkampf gegen Gorgeous George antreten. Aufgrund körperlicher Beschwerden zog er sich aus dem Sport zurück und ließ sich 1966 am Knie operieren.
Ab Anfang der 1970er Jahre trat er als Schauspieler in Erscheinung. Er debütierte 1973 in den italienischen Spielfilmen Anastasia mio fratello und Polvere di stelle. 1974 spielte er in Auch die Engel mögen’s heiß die Rolle des „Tiger“ Maloney sowie den General Gutierrez in Finché c'è guerra c'è speranza. 1975 hatte er eine Nebenrolle im Fernsehfilm Der Graf von Monte Christo inne und spielte im selben Jahr als Willy Pastore in Plattfuß räumt auf an der Seite von Bud Spencer mit. 1975 folgten außerdem Besetzungen in Der Divisionstrottel, Occhio alla vedova! und Calore in provincia. 1976 folgten Rollenbesetzungen in  Der Dreh mit dem Millionencoup, Magnum 45 sowie Der schwarze Korsar. 1977 spielte er im Tierhorrorfilm Yeti – Der Schneemensch kommt die Rolle des reichen Geschäftsmanns und Geldgeber des Yeti-Projekts Morgan Hunnicut dar. 1978 lieh er mehreren Charakteren im Zeichentrickfilm Der Herr der Ringe seine Stimme. Danach zog er sich aus der Filmindustrie zurück.
Faieta verstarb am 18. September 1993 im Alter von 65 Jahren in seiner Geburtsstadt Steubenville.

## Filmografie (Auswahl)

### Schauspiel
- 1973: Anastasia mio fratello
- 1973: Polvere di stelle
- 1974: Auch die Engel mögen’s heiß (Anche gli angeli tirano di destro)
- 1974: Finché c'è guerra c'è speranza
- 1975: Der Graf von Monte Christo (The Count of Monte-Cristo, Fernsehfilm)
- 1975: Plattfuß räumt auf (Piedone a Hong Kong)
- 1975: Der Divisionstrottel (Sergente Rompiglioni diventa… caporale)
- 1975: Occhio alla vedova!
- 1975: Calore in provincia
- 1976: Der Dreh mit dem Millionencoup (Gli amici di Nick Hezard)
- 1976: Magnum 45 (E tanta paura)
- 1976: Der schwarze Korsar (Il corsaro nero)
- 1977: Yeti – Der Schneemensch kommt (Yeti – Il gigante del 20º secolo)

### Synchronisationen
- 1978: Der Herr der Ringe (The Lord of the Rings, Zeichentrickfilm)